# José Salvador Cavero León
José Salvador Cavero León  (Ayacucho, 1912–2006) fue un sacerdote, dramaturgo y escritor peruano. Escribió en quechua ayacuchano y castellano.

## Biografía
José Salvador Cavero León nació el 19 de febrero de 1912 en la ciudad de Ayacucho como hijo de Juan Cavero y Carmen León Torres. Fue a la escuela primaria en Tambo en la provincia de La Mar. Después aprendió en Huanta en la Escuela Fiscal que fue dirigida por Luis E. Cavero Bendezú y luego en el Seminario "San Cristóbal". En este seminario fue ordenado como sacerdote en 1940. Fue docente en el Colegio Nacional "Mariscal Cáceres" y en la Escuela Normal de Mujeres, y después fue director de la Escuela Superior de Educación profesional hasta 1984. Participó en el "Centro Cultural Ayacucho" que publicaba la revista Huamanga.
José Salvador Cavero León fue sobrino de Moisés Cavero Cazo que había escrito algunas piezas para el teatro en quechua. En 1938 publicó su primera pieza, Yana puyup intuykusqan (“Rodeado de nubes oscuras”), un drama en dos actos sobre un joven cuyo padre ha muerto y que regresa a su madre después de que se ha enfermado. Cavero trabajó como sacerdote ocho años en las iglesias rurales de la región y desde 1946 en la catedral de Huamanga. En 1945, publicó su drama Rasuwillkap wawankuna (“Hijos del Rasuhuillca”) sobre un conflicto de una madre con su hija que tenía una relación con hombre joven, y en 1946 Kay pacha qapaq (“El poderoso de esta tierra”), una comedia sobre el gobernador de un pueblo. En 1955 salió el drama Wakchapa muchuynin (“El sufrimiento de los pobres”) sobre la vida dolorosa de un anciano pobre y su nieto huérfano.
José Salvador Cavero León falleció en 2006.

## Obras

### Ensayos
- 1946: Sollozos de una quena. Ensayo literario para el folklore ayacuchano. Ayacucho: Imprenta González.
- 1993: Paisajes ayacuchanos. Ayacucho (Peru)
- 1996: Pinceles ayacuchanos. M.K.R., 1997. 242 páginas.
- 1998: La quena de oro. Lima, Perú: [s.n.]
- 2003: Ayacucho, capital de la libertad. M.K.R. Impresiones, 2003. 134 páginas.

### Dramas en quechua
- 1938: Yana puyup intuicusccan. Drama quechua en dos actos. Ayacucho: sin nombre de imprenta. [Yana puyup intuykusqan (“Rodeado de nubes oscuras”).]
- 1945: Rasuhuillcap Huahuancuna. Comedia quechua en dos actos. En: José Salvador Cavero León (1945). Sonrisas andinas. Album incaico del folklorismo ayacuchano. Ayacucho: Imprenta González. [Rasuwillkap wawankuna (“Hijos de Rasuhuillca”).]
- 1946: Cai pacha ccapacc. En: José Salvador Cavero León (1946). Sollozos de una quena. Ensayo literario para el folklore ayacuchano. Ayacucho: Imprenta González, pp. 10–20. [Kay pacha qapaq (“El poderoso de esta tierra”).]
- 1955: Mendicidad. Huac-chapa muchuinin. Drama sensacional escrito en quechua y castellano. Ayacucho: Imprenta El Pueblo. [Wakchapa muchuynin (“El sufrimiento de los pobres”).]
- 1989: Helme. Drama bilingüe en cinco actos. Tradición huamanguina. Apuntes de Huamanga. Ayacucho: Concytec, 164 páginas. Texto en español y quechua.

### Poesía en español y quechua
- 2000: Cantares de Ayacucho. M.K.R. Impr., 2000